# 武井彩佳
武井彩佳（たけい あやか、1971年- ）は、日本の歴史学者。専門はドイツ現代史、ホロコースト研究、エスニシティ研究。学習院女子大学教授。

## 略歴
愛知県生まれ。1994年早稲田大学第一文学部史学科卒業後、2001年早稲田大学文学研究科史学専攻博士課程修了。2001年-2004年日本学術振興会特別研究員、2004年博士（文学・早稲田大学）、早稲田大学比較法研究所助手などを経て、学習院女子大学国際文化交流学部教授となる。

## 『歴史修正主義』における主張
反歴史修正主義の立場を取っており、「アウシュヴィッツにガス室はなかった」「南京事件は捏造である」「慰安婦はみな職業的な娼婦」というのは歴史修正主義であるとし、アメリカが真珠湾攻撃の計画を知りながら情報を隠蔽したという説は、日本はローズヴェルトに「はめられて」戦争に乗り出したという、日本の戦争責任を軽減する陰謀論として使われていると述べている。「南京虐殺は中国共産党による捏造である」「慰安婦はみな娼婦であった」などの言説は、欧米の基準からすると、明らかに否定論の分類に入るが、日本では意図的に歪曲された歴史像が一つの歴史言説として社会の一部で流通しているとする。日本の第二次世界大戦をより肯定的にして「自虐史観」からの脱却を図ると主張する団体、「新しい歴史教科書をつくる会」を、ドイツの修正主義とそっくりだとしている。また、従軍慰安婦の体験談の否定も、日本人の朝鮮人に対する蔑視と女性蔑視が混在していると指摘している。日本の戦後補償問題が、裁判所により事実認定が行われ、史実が社会に定着していくべきであるとする。

## 著書

### 単著
- 『戦後ドイツのユダヤ人』（白水社、2005年）
- 『ユダヤ人財産は誰のものか：ホロコースト問題からパレスチナへ』白水社、2008年
- 『和解のリアルポリティクス：ドイツ人とユダヤ人』みすず書房、2017年
- 『歴史修正主義：ヒトラー賛美、ホロコースト否定論から法規制まで』中央公論社、2021年

### 共著
- 『想起する文化をめぐる記憶の軋轢：欧州・アジアのメディア比較と歴史的考察』浅野豊美:編、明石書店、2023年8月

### 訳書・監修・解説
- 『ホロコースト・スタディーズ：最新研究への手引き』ダン・ストーン:著, 武井彩佳:単訳、白水社、2012年
- 『ヒトラーの娘たち：ホロコーストに加担したドイツ女性』ウェンディ・ロワー:著, 武井彩佳:監修、明石書店、2016年
- 『終わらぬ歴史ホロコースト』ダン・ストーン:著, 大山晶:訳, 武井彩佳:解説、みすず書房、2025年2月

## 出演

### ラジオ
- 『荻上チキ・Session』「特集 ヒトラー賛美にホロコースト否定。歴史修正主義とは何か」、TBSラジオ、2022年2月1日[10]

## 論文
- CiNii 武井彩佳
- 武井彩佳 - researchmap